# Shrek: Swamp Kart Speedway
Shrek: Swamp Kart Speedway è un videogioco simulatore di guida sviluppato da Prolific Publishing e pubblicato da TDK Mediactive nel 2002 esclusivamente per Game Boy Advance. È il primo videogioco di karting basato su Shrek.

## Modalità di gioco
Shrek Swamp Kart Speedway è giocabile in giocatore singolo e in multigiocatore. 
La modalità per giocatore singolo presenta sia una modalità campionato con quattro trofei da quattro gare ciascuno, che una modalità Allenamento, in cui il giocatore può appunto allenarsi alla guida dei kart.

## Personaggi
Il gioco presenta 12 personaggi giocabili, di cui 4 sbloccabili.

### Disponibili dall'inizio
- Shrek
- Fiona
- I tre topini ciechi
- Riccioli d'oro
- Un Nano
- Thelonious
- I tre porcellini
- Omino di Pan di Zenzero

### Sbloccabili[2]
- Ciuchino
- Monsieur Hood
- Il Lupo
- Lord Farquaad

## Trofei e circuiti
Il gioco contiene 16 circuiti suddivisi in 4 trofei:
| Swamp Rally            | Forest Run                 | Country Hustle           | Dragon Strip              |
| ---------------------- | -------------------------- | ------------------------ | ------------------------- |
| Shrek's Boggin' Bayou  | Swamp Fever                | Deadwood Dash            | Donkey's Giant Log Morass |
| Three Pigs a Squealin' | Little Red's Raceway       | Gingerbread Village Dash | Monsieur's Tree Top Head  |
| Sunflower Lane         | Windmill Alley             | Goldilocks' Way          | Big Bad Autobahn          |
| Badlands               | Off-Road Suspension Bridge | Courtyard Lariat         | Parapet Peril             |

## Accoglienza[2]
Shrek: Swamp Kart Speedway è stato accolto negativamente da critica e pubblico, principalmente a causa dei suoi controlli poco responsivi.
Il gioco è considerato uno dei peggiori videogiochi di karting su licenza di sempre.